# کیترم
کیترم (به انگلیسی: Caterham) یک شهرک در بریتانیا است که در انگلستان واقع شده‌است. کیترم ۹٫۴۱ کیلومتر مربع مساحت و ۲۱٬۰۳۰ نفر جمعیت دارد.